# Chaenusa kryzhanovskii
Chaenusa kryzhanovskii är en stekelart som beskrevs av Vladimir Ivanovich Tobias och Perepechayenko 1992. Chaenusa kryzhanovskii ingår i släktet Chaenusa och familjen bracksteklar. Inga underarter finns listade i Catalogue of Life.